# Dragon Quest: The Journey of the Cursed King
Dragon Quest VIII: El Periple del Rei Maleït (conegut com a Dragon Quest VIII: Journey of the Cursed King en anglès o VIII, Doragon Kuesuto Eito en japonès) és el vuitè lliurament de la sèrie Dragon Quest. El joc està disponible en exclusiva per a la consola PlayStation 2 de Sony. Va ser desenvolupat per l'estudi Level-5, qui també va treballar en la sèrie de Dark Cloud per a PlayStation 2. Yuji Horii va supervisar el projecte, mentre que Akira Toriyama (creador de Bola de Drac) va dissenyar els monstres i personatges, i Koichi Sugiyama va tornar a assumir el paper de compositor de la banda sonora.

## Personatges
- Heroi (Shujink): L'Heroi és un guarda real de Trodain que viatja amb el Rei Trode a la recerca de Dhoulmagus per fer-lo pagar pels seus crims. La seva mascota és un hàmster anomenat Munchie que sempre acompanya a l'Heroi a la seva bossa de viatge. L'Heroi és l'únic personatge que no té veu. És el personatge més versàtil del joc, ja que és bo tant en l'atac físic com en la màgia defensiva i ofensiva. Pot utilitzar espases, llances i bumerans. A Dragovia es revelaran dades importants sobre el llinatge d'Héroe. Descendeix de la unió entre una Dragoviana, Xia, i un humà, Eltrio. Xia és la filla de Chen Mui, un dels savis de Dragovia, i alhora aquest és el ratolí d'Héroe. Mentre que Eltrio és el fill de l'antic rei d'Argonia i, per tant, germà del Rei Clavius de Argonia. Heroi, gràcies a tenir sang dragoviana, no sucumbeix davant de l'encanteri d'arços conjurat per Dhoulmagus al castell de Trodain.

- Yangus (Yangasu?): Yangus és un bandit reformat que va conèixer l'Heroi de la història quan intentava obligar aquest i el Rei Trode a pagar per passar pel seu pont. El pont es va desplomar, però malgrat que anava a atacar-los, l'Heroi el salva i llavors s'uneix al grup. Pot manejar diverses armes, com destrals, garrots i dalles. Manté una gran rivalitat amb Trode, que no deixa d'insultar. Procedeix de Villahurto (Pickam a l'original), en la qual era un lladre. Era amic d'una lladre cridada Robí a la que de jóven, va intentar aconseguir la llàgrima de Venus al Laberint dels Herois. Això es mostra en el joc centrat en ell.

Va vestit amb un poncho i un casc amb punxes. Usa un llenguatge bast i inculte. Posteriorment, es va publicar un joc sobre la seva joventut, Dragon Quest: Shnen Yangasu to Fushigi no Dungeon.
- Jessica Albert (Zeshika Arubto?): Una jove bruixa que té família a Alexandria. Viu en una mansió amb la seva mare i vol venjar la mort del seu germà Alistair, assassinat per Dhoulmagus, cosa que li provocarà grans discussions amb la seva mare, finalment se n'acabarà anant de casa. S'uneix al grup al vaixell, de camí a Moll Peregrí, després de lluitar contra Khalamari. És la noia justiciera, que lluita per venjar la mort del seu germà i fer justícia amb Dhoulmagus. És molt fort de caràcter. Alistair és el descendent d'un dels set savis que van tancar Rhaptorne, el descendent d'Alexandra Kranbartle, encara que Jessica ha heretat els mateixos poders que el seu germà. Acabarà enamorant-se d'Angelo, encara que no ho reconegui. És una experta en màgia d'atac, encara que d'altra banda és el personatge més dèbil del grup i amb menys vitalitat. Les seves armes favorites són el punyal, el fuet i el bastó.

- Angelo (Kukru?): Angelo és un cavaller templari de l'Abadia de Maella. Busca revenja per l'assassinat de l'Abat Francisco. És un jove mentider, trampós, graciós i ligón, coses que sempre li porten problemes. Es porta malament amb el seu germà Marcello. Després dels esdeveniments ocorreguts a l'Abadia de Maella, que acaben amb l'Abat Francisco mort, Marcello el relleva com a Abat, i demana al grup que Angelo vagi amb ells. Poc després, Angelo explica a Trode la seva història. Angelo era l'únic fill d'un home molt ric i cruel, però un dia la criada va tenir un fill, Marcello, amb el seu pare. La criada i Marcello van ser fets fora, per tapar l'escàndol, poc després la mare de Marcello va morir, i aquest només i sense diners va acabar a l'Abadia, des de llavors ha odiat Angelo i el seu pare. Al cap d'uns anys, van morir els pares d'Angelo i el van deixar sense diners, i aquest va acabar també a l'Abadia de Maella. Angelo és bo en màgies curatives i de suport, però més tard es revela la seva mestria en l'atac físic. Pot usar espases, bastons i arcs.

- King Trode (Torode?): El Rei Trode és el rei de Trodain i qui li dona nom al videojoc. Va ser transformat en una espècie de gripau per Dhoulmagus i per això ho busca, perquè li tregui aquesta maledicció. Un altre personatge molt carismàtic, sempre seriós, i sovint enfadat amb Yangus. Viatja sempre al seu carro. També és qui arregla l'olla d'alquímia i permet al grup poder usar-lo. Al final del periple, podem veure la seva forma humana, i comprovem que és igual que abans, però en lloc de pell verda, pell humana.

- Princesa Medea (Mtia?): Medea és la filla del Rei Trode. Va ser transformada en euga quan Dhoulmagus va maleir la seva padre. Está promesa amb el Príncep Fauto d'Argonia. Està enamorada profundament d'Héroe. Després que begui aigua de l'Estany Sagrat, s'apareix en els sons d'Héroe. És bella, i de pell blanca com la neu. Al final dolent acaba fugint de la Catedral de Savella amb Heroi, i al final bo es casa amb Héroe, i després fuig amb ell.

- Dhoulmagus (Dorumagesu?): Dhoulmagus és un poderós bruixot ple d'ira que va robar el Ceptre de Trodain per guanyar-se el respecte de todos. És un personatge cruel, però alhora graciós i molt carismàtic. Mata el seu mestre Rylus, l'Abat Francisco i Alistair Albert i a Pròsper Bacarà, però aviat es descobreix que només és un pobre home turmentat per haver tingut el ceptre de Rhaptorne.

- Sir Leopold: És el gos del malvat mag d'Arcàdia, Dominic. Un gos gran i negre, que la té presa amb David. Després dels esdeveniments a la mansió de Dominico, Sir.Leopold agafa el ceptre de Rhaptorne, i queda posseït per ell. Acaba amb la vida de dos savis, de David i de Martha. Mor quan el grup acaba amb ell, en la residència del Summe Pontífex.

- Marcello: Germanastre d'Angelo. Capità dels templaris de l'Abadia de Maella, assumeix el lloc d'Abat després de la mort d'aquest. Home ambiciós i audaç, amb moltes ànsies de poder, per apaivagar les crítiques respecte al seu llinatge, cosa per la qual molts ho critiquen. Finalment, aprofitant una jugada mestra, on el Cardenal Rolo, successor del Summe Pontífex, i el grup acaben a la Presó d'illa Purgatori, al després de matar en Summe pontífex, és nomenat nou Summe Pontífex. Aconsegueix el ceptre de Rhaptorne, encara que no es deixa dominar per ell, fins al moment que el grup el venç en el seu discurs d'investidura. Llavors Rhaptorne encarnat en el cos de Marcello, destrueix l'estàtua de la Deessa, i a la fi allibera el seu cos. Després de la destrucció de Neos, Marcello malferit i salvat de la mort per Angelo, cosa que li humilia profundament, desapareix per no tornar mai més.

- Raphtorne: Rhaptorne, el senyor de l'inframundo, de l'averno, del món de la foscor. És cruel, malvat, tirà i desitja ser l'amo i senyor dels dos mons, del de la llum i del de la foscor. Antany va intentar envair el món de la llum, però els set savis, a saber, el gran mestre Kupas, el fill de la Deessa, el poderós Bruixot, el fort Bacarà, Alexandra Kranbartle, la que va esculpir l'estàtua de la deessa, el summe Pontífex i l'Abat, amb l'ajuda de la Deidiave Empyrea (Empyrea Godbird), van aconseguir vèncer a Rhaptorne, i encloure la seva malèvola ànima en un ceptre, que li va ser lliurat al Rei de Trodain, que el segellés i el custodiés per sempre. Però Dhoulmagus, molts anys després, va robar el ceptre i amb això va alliberar la set de sang i poder del malvat Rhaptorne, que per poder sortir del ceptre, necessita la vida dels set descendents dels savis, a saber, Mestre Rylus, Alistair Albert, Abat Francisco, Prospero Bacará, David, Martha i el Summe Pontífex. Per a això usa com marionetes a Dhoulmagus, a Jessica durant un breu període, a Sir. Leopold i finalment a Marcello, fins i tot poder alliberar el seu cos de l'estàtua de la Deessa, i convertir Neos en la seva ciutadella flotant. Finalment, el grup irromp a la ciutadella i venç a Rhaptorne, però aquest es fusiona amb la ciutadella, i es converteix en la forma final. El grup, amb l'ajuda d'Empyrea i els savis aconsegueix vèncer Rhaptorne en combat, cosa que semblava impossible.

- Empyrea: La Deidiave Empyrea, un déu ocell que va ajudar els savis a vèncer Rhaptorne antany, i va quedar atrapada al món de la foscor. Coneix al grup, quan aquests visiten el món de la foscor. Un serf de Rhaptorne, segresta a l'ou d'Empyrea, i encara que el grup intenta salvar-lo no poden. Finalment torna al món de la llum, quan Rhaptorne obre la porta de l'altre món per cridar els seus serfs. Empyrea ajuda el grup a vèncer Rhaptorne una vegada per sempre. A l'epíleg del periple Empyrea revela que el seu verdader nom és Ramia, i que no és cap mena de Déu, i part cap a la seva terra natal.